# Between Lust and Watching TV
«Between Lust and Watching TV» es una canción interpretada por el cantante de música country Cal Smith. Fue publicada en julio de 1974 como el segundo y último sencillo de su álbum Country Bumpkin.

## Recepción de la crítica
Un escritor no especificado de la revista Cash Box declaró: “Extraída del sensacional LP Country Bumpkin de Cal, esta canción escrita por Bill Anderson tiene un éxito escrito por todas partes. La excelente calidad vocal de Cal se ve aumentada adecuadamente por la excelente instrumentación. La letra es excelente y la interpretación vocal de Cal realza el disco y los programadores deberían captar la melodía”.

## Lista de canciones
- 7-inch single – MCA-40265[4]

1. «Between Lust and Watching TV» – 2:49
2. «Some Kind of a Woman» – 2:30

## Posicionamiento
| Gráfica (1974)                                 | Pico de posición |
| ---------------------------------------------- | ---------------- |
| Australia (Kent Music Report)                  | 62               |
| Canadá (RPM Country Playlist)                  | 15               |
| Estados Unidos (Billboard Hot Country Singles) | 11               |